# Goeldia chinipensis
Espèce
Goeldia chinipensis est une espèce d'araignées aranéomorphes de la famille des Titanoecidae.

## Distribution
Cette espèce est endémique du Chihuahua au Mexique,. Elle se rencontre vers Chínipas.

## Description
Le mâle holotype mesure 5,5 mm.
Le mâle décrit par Almeida-Silva et Brescovit en 2024 mesure 3,52 mm.

## Systématique et taxinomie
Cette espèce a été décrite par Leech en 1972.

## Étymologie
Son nom d'espèce, composé de chinip[as] et du suffixe latin -ensis, « qui vit dans, qui habite », lui a été donné en référence au lieu de sa découverte, Chínipas.

## Publication originale
- Leech, 1972 : « A revision of the Nearctic Amaurobiidae (Arachnida: Araneida). » Memoirs of the Entomological Society of Canada, vol. 84, p. 1-182.